# Lucien Grand
Pour l’article homonyme, voir Grand.
Lucien Grand, né le 26 mars 1904 à Saintes (Charente-Maritime) et mort le 8 mai 1978 à Saintes, est un homme politique français.

## Détail des fonctions et des mandats

### Mandats locaux
- 1947 - 1978 : Maire de Brizambourg
- 1945 - 1976 : Conseiller général du canton de Saint-Hilaire-de-Villefranche
- 1973 - 1976 : Président du Conseil général de la Charente-Maritime
- 1974 - 1976 : Président du Conseil régional de Poitou-Charentes

### Mandats parlementaires
- 26 avril 1959 - 8 mai 1978 : Sénateur de la Charente-Maritime